# ISO 8601

De datum binnen ISO 8601

ISO 8601 is een internationale standaard van de ISO voor de aanduiding van termen betreffende kalender, datum en tijd. De standaard draagt voluit de titel "Data elements and interchange formats – Information interchange – Representation of dates and times". De standaard is voor het eerst uitgebracht in 1988 en heeft updates in 1991, 2000, 2004 en 2019. De standaard heeft tot doel op eenduidige manier data- en tijdsbepalingen weer te geven, en misverstanden te voorkomen, in het bijzonder bij gegevensuitwisselingen tussen landen met verschillende notatiesystemen.
Een kenmerk van de standaard is dat een datum wordt genoteerd van meest naar minst significant onderdeel, dus eerst het jaartal (YYYY), dan gescheiden door een streepje (-) de maand (MM=01,02,...,12) en vervolgens ook gescheiden door een streepje (-) de dag (DD=01,02,...,31), en optioneel het tijdstip (hh:mm:ss) in 24-uursnotatie met een T tussen de dag en het tijdstip. Uiteindelijk dus in de vorm
"2025-06-29T10:55:24". Opgemerkt dient te worden dat het streepje (-) als scheiding tussen de elementen van de datum, en ook de dubbelepunt tussen de tijdselementen sterk aanbevolen wordt, maar niet verplicht gesteld. Een datum kan dus ook de vorm "YYYYMMDD" hebben en met tijdsaanduiding "YYYYMMDDThhmmss". Deze conventie voor een datum- of tijdsaanduiding is onder andere nuttig voor gebruik in computerprogramma's omdat de chronologische volgorde van tijdsaanduidingen overeenkomt met de lexicografische volgorde en deze dus eenvoudig gesorteerd kunnen worden.
Eventueel kan de tijdsaanduiding nog worden gevolgd door de tijdzone, bijvoorbeeld +02:00 voor Midden-Europese Zomertijd: 2017-08-17T12:47:16+02:00. Hierbij is "12:47:16+02:00" geen optelling; "+02:00" geeft aan dat deze tijd 2 uur voor loopt op UTC, dus dat er twee uur bij UTC moet worden opgeteld om deze tijd 12:47:16 te krijgen.
Vooral in computersystemen komt het gebruik van milliseconden voor in databases en logbestanden als "YYYYMMDDThhmmss.sss".
Wat de weeknummering betreft komt deze norm overeen met NEN 2772.

## Decennium en eeuw
In de gebruikelijke jaartelling eindigen decennium en eeuw met een "rond" jaartal, d.w.z. als een tiental of honderdtal volgemaakt is. De 20e eeuw bijvoorbeeld begint met het jaar 1901 en eindigt wanneer het jaar 2000 is afgelopen. De standaard ISO 8601 hanteert echter de afspraak dat een "rond" jaartal als begin van een decennium of eeuw wordt beschouwd. Een jaar met een jaartal dat op een 0 eindigt wordt een decenniumjaar genoemd, en eindigt het jaartal op 00, dan heet het jaar een eeuwjaar. Het honderdtal jaren 1900 tot en met 1999 vormt naar deze standaard de 20e eeuw. Let wel: de 20e, hoewel alle jaartallen met 19 beginnen. Dat leidt nog wel tot verwarring: de 12e eeuw bestaat in deze standaard uit de jaren die met een 11 beginnen: 1100 - 1199.

## Proleptische gregoriaanse kalender
Los van de gebruikte notatie zijn de dag, de maand en het jaar bij ISO 8601 overeenkomstig de proleptische gregoriaanse kalender. Er is daarmee ook een jaar 0 en er zijn negatieve jaartallen. Bij (deels) negatieve jaartallen is er echter geen gemakkelijk leesbare notatie waarbij de chronologische volgorde van tijdsaanduidingen overeenkomt met de lexicografische volgorde.